# جيمس لوغان
جيمس لوغان (بالإنجليزية: James Logan)‏ (8 أغسطس 1885 في المملكة المتحدة - 8 أغسطس 1958 بوستر في المملكة المتحدة) هو مدرب كرة قدم ولاعب كرة قدم بريطاني (وحمل سابقاً جنسية المملكة المتحدة لبريطانيا العظمى وأيرلندا) في مركز الدفاع. شارك مع منتخب اسكتلندا لكرة القدم. أما مع النوادي، فقد لعب مع أستون فيلا ونادي رينجرز ورابطة كرة القدم الاسكتلندية الحادية عشر ‏ ونادي كوينز بارك.